# Santa Maria Assunta (Pienza)

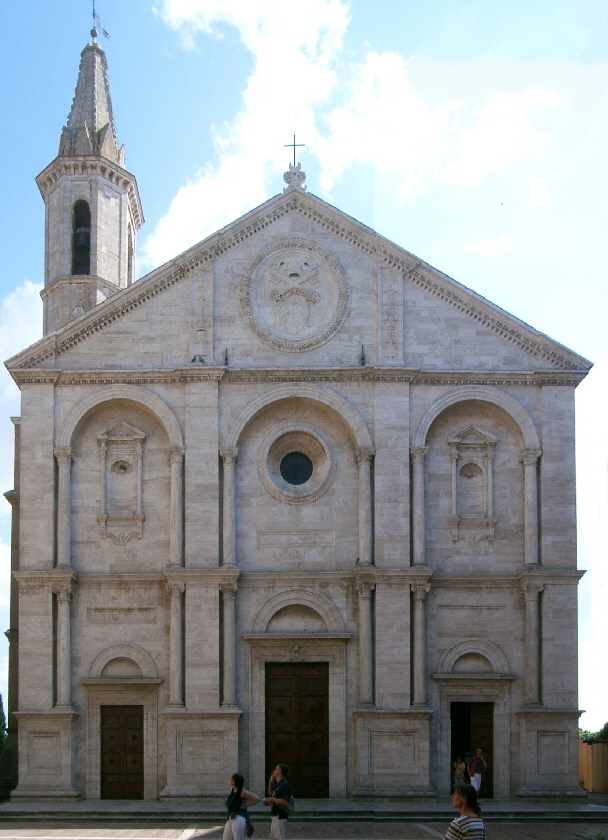
Die Fassade zur Piazza Pio II

Santa Maria Assunta ist eine Konkathedrale in der toskanischen Stadt Pienza. Sie wurde auf Anordnung von Papst Pius II. in den 1460er Jahren nach einem Entwurf des Florentiner Architekten Bernardo Rossellino errichtet.

## Lage
Die Kirche liegt an der zentralen Piazza Pio II der Altstadt von Pienza zwischen dem Palazzo Vescovile, also dem Bischofspalast, auf der linken Seite und dem Palazzo Piccolomini rechterhand. Die Gruppe der drei Bauten nimmt Bezug aufeinander, wobei die Domfassade beherrschend wirkt und insgesamt als edel gilt.

## Entstehung und Baugeschichte
Der Dom gehört zu einer Reihe von Bauten, mit denen Papst Pius II., bis zur Wahl Enea Silvio Piccolomini, seine Geburtsstadt, das damalige Corsignano, in eine Idealstadt der Renaissance umbauen lassen wollte. Ausführender Baumeister war der florentinische Architekt Bernardo Rossellino, der Dom entstand – wie die anderen Bauten der Gruppe – von 1459 bis 1462. Da auf der Südseite des Platzes, dort, wo der Dom gebaut wurde, nicht genügend natürlicher Baugrund zur Verfügung stand, wurden, um den Chor mauern zu können, Substruktionen errichtet, was sich nachträglich als zum Schaden der Kirche herausstellte. Eine Besonderheit war, dass der Papst Rossellino ausdrücklich mit dem Bau einer Hallenkirche beauftragte. Diesen Bautyp dürfte Piccolomini während seiner Zeit als Sekretär Friedrichs III. in Österreich und Süddeutschland kennengelernt haben. Nach Fertigstellung 1462, am 29. August, wurde der Bau geweiht und zum Bischofssitz erhoben. Die Fertigstellung der Innenausstattung zog sich bis 1464 hin.

## Fassade

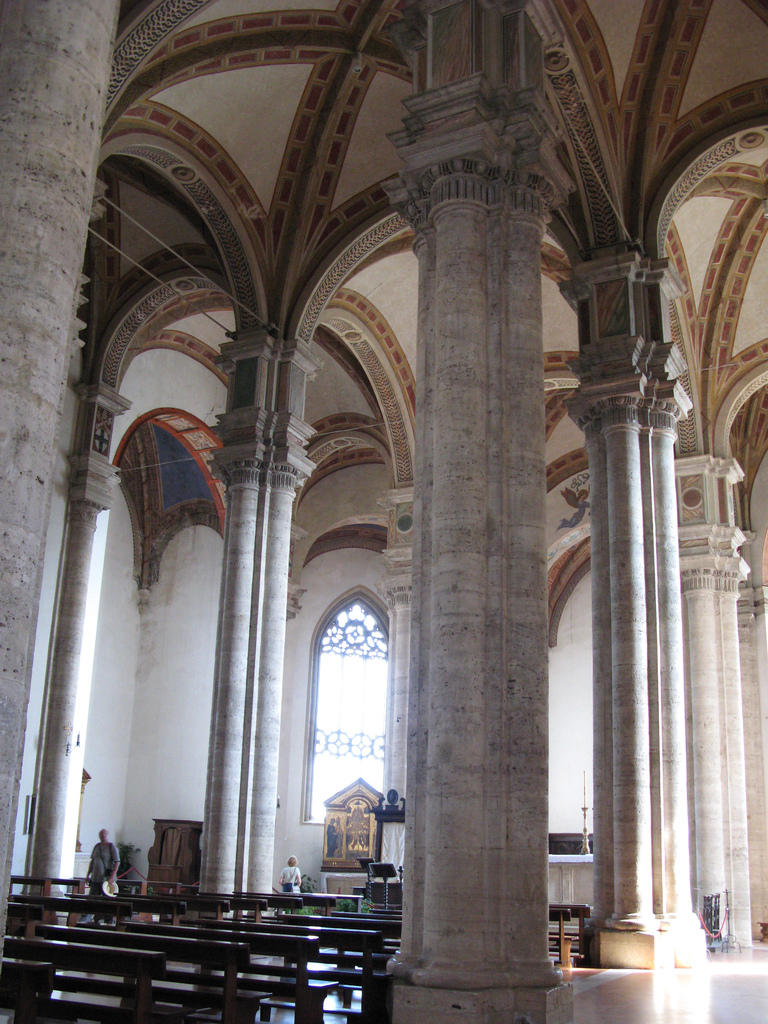
Blick in das Kircheninnere

Die Fassade ist dreiachsig und zweigeschossig ausgeführt, Hauptgliederungselement sind die vier Kolossalpilaster grundlegend toskanischer Ordnung. Die Fassade gibt die innere Struktur des Baues insoweit wieder, als die Blendbogenarkaden zwischen den Pilastern in der gleichen Höhe abschließen. Die das Portal und die beiden anderen seitlichen Zugänge, sie entstammen mit den sie überwölbenden Segmentbögen Vorbildern ländlicher toskanischer Architektur, rahmenden Säulen folgen im Untergeschoss der Ionischen Ordnung, diejenigen des Obergeschosses der Korinthischen Ordnung. Die Stellung von Säulen in eine Fassade übernahm Rossellino von seinem Lehrer in der Architektur, Leon Battista Alberti. Als Beispiele für von Alberti erbaute Vorgänger werden Santa Maria Novella in Florenz und der Tempio Malatestiano in Rimini genannt. In den Seitenachsen sind Ädikulanischen eingefügt, ein Element florentinischer Protorenaissance. In den die Fassade abschließenden Dreiecksgiebel laufen die inneren Pilaster durch, im Mittelteil des Giebels ist das päpstliche Wappen Piccolominis eingefügt.

## Inneres und Ausstattung
Die Kirche ist der Grundstruktur nach eine Hallenkirche, verfügt also über drei Kirchenschiffe mit gleich hohen Gewölben, das Gleiche trifft für das Querhaus zu. Der Raum ist an sich eine Konstruktion der Renaissance, enthält aber dennoch eine Reihe von gotischen Bauelementen, so dass der Raumeindruck gelegentlich an englische Kathedralgotik zu erinnern vermag. Die die Arkaden- und Gurtbögen stützenden Bündelpfeiler tragen eigenartige, nicht der gotischen Baukunst entstammende Kapitelle. Wie wenig Rossellino mit den komplizierten Regeln gotischen Bauens vertraut war, zeigen auch die länglichen Kämpfer unterhalb der – in den Seitenschiffen – an sich gotischen Kreuzgratgewölben. Eine vergleichbare Kämpferstellung findet sich nur noch im Querhaus des Doms von Siena.
Das fünfjochige Mittelschiff der Kirche läuft in der Chorkapelle aus, die beiden seitlichen Nebenchorkapellen sind, abermals gotischen Vorbildern folgend, um 45 Grad zu dieser versetzt. Die erwähnten Substruktionen waren insoweit schädlich, als sie sich im Verlauf der Jahrhunderte setzten. Daher sind die Pfeiler des Chores im Vergleich zu denen des Mittelschiffes um einige Grad hangabwärts nach Süden geneigt und mussten verstärkt werden. Ebenfalls gotischen Vorbildern folgen die Spitzbogenfenster mit ihrem Maßwerk.
An der Ausstattung zeigen sich die Unterschiede zwischen den einzelnen Künstlerschulen der Zeit. Während Pius II. für die Bildhauerei Rossellinos Werkstatt bevorzugte, gingen die Aufträge für die Bilder der Altarretabel an sienesische Künstler. So verfügt die Kirche über eine Anzahl an Altargemälden bedeutender Künstler des Quattrocento, so von Vecchietta, Sano di Pietro, Matteo di Giovanni, Giovanni di Paolo und Stefano di Giovanni Sassetta.